# Miraflores 3.ª Sección
Miraflores 3.ª Sección es una localidad del municipio de Centro ubicado en la subregión centro del estado mexicano de Tabasco.

## Geografía
La localidad de Miraflores 3.ª Sección se sitúa en las coordenadas geográficas 17°55′33″N 92°43′35″O / 17.925833, -92.726389, a una elevación de 50 metros sobre el nivel del mar.

## Demografía
Según el Censo de Población y Vivienda 2020, efectuado por el Instituto Nacional de Estadística y Geografía, la localidad de Miraflores 3.ª Sección tiene 720 habitantes, de los cuales 355 son del sexo masculino y 365 del sexo femenino. Su tasa de fecundidad es de 2.24 hijos por mujer y tiene 187 viviendas particulares habitadas.
| Gráfica de evolución demográfica de Miraflores 3.ª Sección entre 1970 y 2020 |
|                                                                              |
| INEGI.                                                                       |